# Túnel del Cap Nord
El Túnel del Cap Nord (en noruec: Nordkapptunnelen) és un dels túnels submarins més llargs de Noruega. Està situat al municipi de Nordkapp en el comtat de Finnmark, a la part més septentrional de Noruega. El túnel va sota l'estret de Magerøysundet entre el continent noruec i la gran illa de Magerøya. El túnel va ser construït entre 1993 i 1999, juntament amb el túnel de Honningsvåg per connectar el continent amb la ciutat de Honningsvåg i amb l'atracció turística del Cap Nord. El túnel va ser inaugurat oficialment el 15 de juny de 1999 pel rei Harald V de Noruega. El túnel té 6,875 km de llarg i arriba a una profunditat de 212 m per sota del nivell del mar. Abans de construir el túnel, un ferri transportava el trànsit a través del mar entre Kåfjord i Honningsvåg.
El túnel pren el seu nom del Cap Nord, a la costa nord de l'illa Magerøya. El túnel del Cap Nord forma part de la ruta europea E69. A partir del 29 de juny de 2012, ja no hi ha peatge per passar pel túnel.
El túnel disposa de portes anticongelants (en noruec: Kuldeport) que tanquen les boques del túnel a l'hivern per evitar la congelació de l'aigua de les filtracions. Aquestes portes s'obren automàticament quan els cotxes s'apropen i s'obren permanentment durant l'estiu, quan el trànsit és més dens.
El túnel rep el sobrenom de FATIMA, contracció del noruec Fastlandsforbindelse til Magerøya (Connexió continental amb Magerøya, en català).